# Bakhel
Bakhel (ou Bokkol, en arabe : بكل) est une commune du sud de la Mauritanie, située dans le département de Monguel de la région de Gorgol.

## Géographie
La commune de Bakhel est située au nord dans la région de Gorgol et elle s'étend sur 188 km2.
Elle est délimitée à l’est par la commune de Melzem Teichet, au sud par la commune d'Azgueilem Tiyab, à l'ouest par la commune de Bathet Moit.

## Histoire
Bakhel a été érigée en commune par l'ordonnance du 20 octobre 1987 instituant les communes de Mauritanie.

## Démographie
Lors du Recensement général de la population et de l'habitat (RGPH) de 2000, Bakhel comptait 7 677 habitants.
Lors du RGPH de 2013, la commune en comptait 10 314, soit une croissance annuelle de 2,4 % sur 13 ans.

## Administration
| Période                                  | Période | Identité             | Étiquette | Qualité |
| ---------------------------------------- | ------- | -------------------- | --------- | ------- |
| Les données manquantes sont à compléter. |         |                      |           |         |
| 2013                                     | 2018    | El Hacen Ould Inala  |           |         |
| 2018                                     | 2023    | Djibril Mohamed Said | UPR       |         |

## Économie
L'agriculture est au centre de l'économie de Bakhel, comme quasiment toutes les communes de la région. Mais cette économie est fragile car elle rencontre des obstacles à son développement, notamment les conditions climatiques ou le manque de moyens des agriculteurs. Pour faire face à ces obstacles, l'état ou différentes ONG financent des projets qui améliorent les conditions de vie des habitants.